# Nat Nakasa
Nathaniel Ndazana Nakasa (* 12. Mai 1937 in Lusikisiki, Südafrika; † 14. Juli 1965 in New York), bekannt als Nat Nakasa, war ein südafrikanischer Journalist und Schriftsteller.

## Leben
Nakasa war das zweite von drei Kindern von Joseph und Alvina Nakasa und wuchs in ärmlichen Verhältnissen auf, so dass er 1954 die Schule ohne Abschluss verlassen musste. Trotzdem erhielt er eine Anstellung als Journalist bei der Zeitung Ilanda in Durban. Er wechselte zur Golden City Post in Johannesburg und wurde Journalist beim Magazin Drum, dessen stellvertretender Herausgeber er schließlich wurde. Für die Tageszeitung Rand Daily Mail schrieb Nakasa als erster Schwarzer eine Kolumne. 1963 gründete er die Literaturzeitschrift The Classic, für die unter anderem Nakasas Kollege Can Themba Beiträge schrieb. Damals arbeitete Nakasa auch mit Nadine Gordimer zusammen.
1964 erhielt er ein Nieman-Stipendium für ein Journalistikstudium am Harvard College in Cambridge, Massachusetts, in den USA. Die südafrikanische Regierung verweigerte ihm einen Reisepass, so dass er nur mit einer Ausreisegenehmigung das Land verlassen und somit nicht zurückkehren konnte. Nakasa stellte bald fest, dass es auch unter den Akademikern in den USA rassistische Haltungen gab. Nach dem Ende seines Studienjahrs zog er nach New York und arbeitete als freier Journalist, unter anderem für die New York Times. Dabei fühlte er sich isoliert und hatte Heimweh. Er verübte Suizid, indem er sich in New York aus einem Hochhaus stürzte.

## Bestattung und Umbettung
Nakasa wurde auf Initiative der südafrikanischen, ebenfalls im Exil lebenden Musiker Miriam Makeba und Hugh Masekela auf dem Ferncliff Cemetery im Westchester County im Staat New York beerdigt, auf dem zahlreiche weitere Prominente bestattet sind. 30 Jahre später ließ die Nieman Foundation einen schlichten Gedenkstein auf seinem Grab errichten. Im Mai 2014 wurde ein Antrag gestellt, seinen Leichnam nach Südafrika umzubetten. Laut Aussagen der südafrikanischen Regierung wurde dem Antrag von den US-amerikanischen Behörden stattgegeben. Er wurde am 13. September 2014 – fast 50 Jahre nach seinem Tod – auf einem „Heldenfriedhof“ nahe Durban erneut bestattet. Anwesend waren unter anderem der Premierminister der Provinz KwaZulu-Natal sowie Zulu-Führer Mangosuthu Buthelezi.

## Postume Auszeichnungen
- Die Print Media Association, die South African Nieman Alumni und das South African National Editors’ Forum riefen 1998 den Nat Nakasa Award für mutigen Journalismus ins Leben.[5][6]
- 2007 wurde Nakasa mit dem Order of Ikhamanga in Silber ausgezeichnet.

## Werke
- The World of Nat Nakasa: selected writings of the late Nat Nakasa. Hrsg. von Essop Patel. Ravan Press, Johannesburg 1971, ISBN 0-86975-050-X.